# 森沢幸子
森沢 幸子（もりさわ さちこ、1943年　- ）は、日本の卓球選手。熊本県出身。日本卓球協会から9段に認定されている。女子選手ばなれした強打を放つ選手であった。

## 経歴

### 国内大会
専修大学在学中の1963年10月に宮城県の仙台で行われた東日本学生卓球選手権では中央大学の関正子に1-3で敗れて準優勝となった。1964年10月の千葉県営体育館で行われた東日本学生卓球選手権では女子ダブルスで下山智子とのペアで同じ専修大学の大城・磯村組を3-1で破り初優勝した。1865年1月12日に日本卓球協会が発表したランキングで、山中教子、磯村淳、深津尚子に続いて4位となった。
1964年、1965年に関東学生卓球選手権で下山智子との女子ダブルスで2年連続優勝、1965年度の全日本硬式卓球選手権では準々決勝で関正子に打ち勝ち、準決勝で山中教子を破り、決勝でチームメートの下山智子を3-1で破り優勝した。大学卒業後の1966年からは大生信用組合に所属、1966年度の全日本卓球選手権では山中教子に敗れたものの準優勝している。女子ダブルスでも下山智子（現古市）とのペアで1965年度に昭和女子大学の境田美智子、尾形正子を破り優勝した。下山とのペアではこの年、関東学生、東日本学生、全日本学生、全日本全てで優勝し、四冠王となった。
連覇を目指した1966年11月に行われた全日本卓球では決勝に進出して山中教子と対戦したが、サーブ、レシーブに凡ミスが見られ、1-3で敗れた。
1967年に創設された全日本社会人卓球選手権の女子シングルスで、第1回は決勝で同じ大生信用金庫所属の徳重を破り優勝、同年の全日本卓球では準々決勝で大関行江にストレートで敗れた。
1968年の第2回全日本社会人大会でも優勝している。
1969年の全日本卓球選手権の前に現役を引退した。

### 国際大会
1965年7月に行われた中国遠征に深津尚子が病気のため代わりに派遣された。同年8月に行われた北京国際卓球招待試合では女子シングルスで決勝に進出、決勝で中国の李莉に敗れた。大阪樟蔭女子大学の樫倉との女子ダブルスでも中国の李赫男・李莉に敗れた。
1966年アジア競技大会代表に選ばれ、団体は優勝、女子ダブルスは3位だった。
世界卓球選手権を目前にした1967年2月に発表された世界ランクで深津尚子、山中教子、マリア・アレクサンドルに続く4位となった（不参加の中国選手は除外したランク）。
同年4月にストックホルムで行われた第29回世界卓球選手権の女子団体で山中教子、深津尚子、広田佐枝子とともに優勝した（4単1複の団体は、いずれも深津、山中のみ出場。）。これにより、同年の朝日スポーツ賞を受賞した。女子シングルスでは3回戦から登場、ハンガリーのキシャジを3-0、4回戦でイングランドのスミスを3-0、5回戦でポーランドのカリンスカをストレートで破った。準決勝で山中教子に3-2、決勝で深津尚子を3-1で破り優勝した。女子ダブルスでは3回戦を不戦勝（相手は不明）、4回戦でチェコスロバキアのルゾバ、カルリコバに3-0、準々決勝で西ドイツのシモン、ブックホルツ組に3-1、準決勝でソ連のグリンベルク、ルドノワ組に3-2、アイススタジアムで行われた決勝では山中教子、深津尚子を気力で上回り積極戦法で勝利した。同年のアジア卓球選手権でも団体と広田佐枝子との女子ダブルスで優勝した。この大会は過密ダイヤで行われており、個人戦が行われた4月20日には6試合、4月21日には5試合を戦った。河野満との混合ダブルスでは5回戦でソ連のアメリン・ルドノワ組に敗れた。
1968年1月、日本卓球協会理事の江口芳雄や長谷川信彦、河野満、大関行江とともに、卓球親善使節としてカンボジア、ラオス、インドネシアを訪問した。同年9月にインドネシアのジャカルタで行われたアジア卓球選手権の女子ダブルスでは決勝で大関行江、専修大学の福野のペアに0-3で敗れ準優勝となった。女子シングルスでは韓国の崔正淑に敗れた。
深津と山中が第一線から退いた1969年にミュンヘンで行われた第30回世界卓球選手権ではシングルス、広田佐枝子とのダブルスそれぞれで第1シードとなり、活躍が期待された。
小和田敏子、今野安子、広田佐枝子と出場した女子団体は予選リーグでオーストリア、ルクセンブルクにともに3-0で勝利し、準決勝リーグに進んだ。準決勝リーグでは初戦の東ドイツ戦で小和田、今野のダブルスが敗れたが、森沢が2勝して3-1で勝利した。しかし続くルーマニア戦でカットマンのマリア・アレクサンドルに1-2、小和田とのダブルスでもアレクサンドル、クリサン組に0-2で敗れ、1-3で一敗となった、西ドイツに3-0、ハンガリーに3-0で勝利したが、A組2位となり、B組2位のチェコスロバキアとの3位決定戦に進んだ。3位決定戦でも得意のバッククロスの打ち込みやレシーブにミスが目立ち、世界ランク6位のボストワのドライブに0-2で敗れたが、グロフォワを2-0で破り、日本女子は3-2で勝利して3位となった。日本のルーマニアへの敗戦は、ヨーロッパの報道陣をも驚かせた。
大会前は女子シングルス優勝の最有力候補と見られていたが、女子ダブルスでは広田とのペアで日本勢で唯一準々決勝に進出したものの、アレクサンドル、ミハルカのルーマニアペアに敗れた。女子シングルスではシードされたため初戦となった3回戦でイングランドのP.ピドックに1-3で敗れた。

### 現役引退後
1992年のバルセロナオリンピックの女子監督を務めた。
2006年、木村興治、深津尚子、関正子とともに日中の卓球友好交流50周年を記念して訪中した。
2014年10月4日、翌年国民体育大会の卓球競技が開催される和歌山県白浜町立総合体育館を1959年の第25回世界卓球選手権（ドルトムント）、1963年の第27回世界卓球選手権（プラハ）の女子シングルスで優勝している松崎キミ代とともに訪問し、卓球講習会を行った。

## プレースタイル
逆クロスでのショートのつつきあいから、回り込んで低く腰を落として強ドライブを打った。